# Улица Волхонка
У́лица Волхо́нка (до 1658 года — Черто́льская (Черто́рьская), затем Пречистенская (Пречистенка), с конца XVIII века Волхо́нка) — улица в Центральном административном округе города Москвы. Проходит от Боровицкой площади до площади Пречистенские Ворота, расположена между Пречистенской набережной и улицей Знаменка. Нумерация домов ведётся от Боровицкой площади.

## Описание
Волхонка начинается от Боровицкой площади напротив южной оконечности Моховой улицы, проходит на юго-запад, к ней примыкают Ленивка (слева), затем Колымажный и Малый Знаменский переулки (справа), далее Всехсвятский проезд (слева) и Большой Знаменский переулок (справа). Выходит на площадь Пречистенские Ворота, за которой продолжается как Пречистенка.

## Происхождение названия
Название возникло в конце XVIII века по владению князей Волконских, где размещался популярный в народе питейный дом «Волхонка».

## История
Улица Волхонка — одна из древнейших улиц Москвы, сформировавшаяся ещё в XIV веке по трассе дороги, соединявшей Кремль с великокняжеским селом Семчинским. Сообщая о большом пожаре 1365 года, летописец писал:
«Загореся город Москва от Всех Святых сверху от Чертольи и погоре посад весь…»

Название местности Чертолье образовалось по ручью Черторый, который брал начало из Козьего болота, протекал вдоль нынешнего Бульварного кольца по владениям князей Чарторыйских и впадал в Москву-реку. Сильно наполняясь водой весной и летом во время ливней, ручей промыл на своём пути глубокий овраг. В народе он стал прозываться «чертороем», а местность, примыкающая к нему — Черторьем или Чертольем. Превращение «р» в «л» не затемнило первоначального значения слова: мол, «чёрт рыл этот овраг». По урочищу Чертолье улица и получила своё первое название — Чертольская (Черторьская), известное с 1547 года:
«За городом посад выгоре мало не весь. От пожару возле Москвы реки дворы выгорели по обе стороны улици Черьторьския и до всполья…»
Исконным населением окрестностей улицы являлись торговые и ремесленные люди Чертольской чёрной сотни, составлявшие приходы древнейших посадских храмов Москвы — церкви Всех Святых (известна с 1365 года) и церкви Николая Чудотворца Явленного (известна с 1475 года; позднее — Похвалы Богородицы).

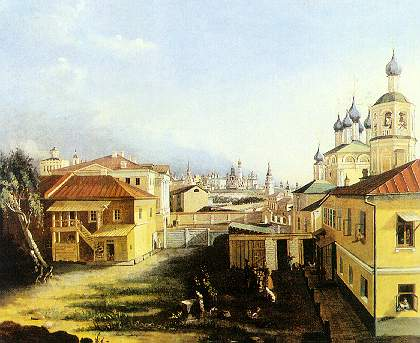
Неизвестный художник. Московский дворик близ Волхонки (Конец 1830-х годов).

В 1565 году улица вошла в опричную часть Москвы. Значительная часть местного населения была переселена в другие части города, в результате чего численность Чертольской чёрной сотни существенно уменьшилась и она превратилась в «четверть сотни». С этого времени здесь стали селиться как высшие придворные чины, так и прочий служилый люд. По правой стороне улицы был устроен царский Колымажный двор, а в начале улицы поселены дворовые (позднее — стремянные) стрельцы. В 1571 году, после разорения Москвы крымскими татарами, в Чертолье из пригородного тогда Остожья был переведён женский Алексеевский монастырь, возле которого была устроена монастырская слободка. С постройкой укреплений Белого города в конце XVI века улица, начинавшаяся от кремлёвского Боровицкого моста, получила завершение у крепостных ворот, также ставшие прозываться Чертольскими.
Описание пожара 1629 года даёт достаточно точное представление о топографии Чертольской улицы и её окрестностей. В начале улицы, по обе стороны, располагались стрелецкие дворы, через которые проходила улица «едучи от Кремля на левую сторону, от Зачатья Ивана Предтечи» к Москворецким водяным воротам. Далее по левой стороне располагался квартал, населённый разночинцами, чьи дворы стояли в лабиринте узких переулков, шедших «ко Всем Святым». Рядом с этим каменным храмом стояла «церковь древяна Макарья Желтовоцково чюдотворца; а по скаске всесвятцкого попа Григорья, что тот храм поставлен был внове во 127-м году (1618/19 г.) по подписной челобитной, а до московского разоренья того храма не бывало…» Далее между улицей и крепостной стеной лежали владения Алексеевского монастыря, за которым в безымянных переулках, выходивших к деревянной церкви Николая Чудотворца Явленного и Алексеевской башне, стояли дворы разных чинов людей.
По правой стороне Чертольской улицы, за стрелецкими дворами, находились «государевы конюшни», у которых улица, достигавшая ширины 9 саженей, перегораживалась решеткой («сторожней»). У Колымажного двора вправо уходил переулок, шедший к церкви Антипия Чудотворца, а позади двора — другие два переулка, шедшие «к Николе Турыгину» и «к Пречистой ко Ржевской». Между ними стояли городские дворы. Возле самих Чертольских ворот, у которых располагались торговые лавки, улица сужалась до 3 саженей, но вскоре после пожара эта часть улицы была расширена до 5 саженей.
В 1658 году по указу царя Алексея Михайловича Чертольские улица и ворота были переименованы в Пречистенские — по иконе Пречистой Божией Матери Смоленской, хранившейся в Новодевичьем монастыре. Со временем в разговорной речи это название приняло форму Пречистенки.
Близ пересечения Волхонки и Знаменки, у подъезда к построенному в конце XVII века Всехсвяцкому каменному мосту, образовался «Ленивый торжок» — небольшой рынок, где шла неспешная торговля всякой снедью.
В течение XVIII века подворья разночинного люда в Чертолье были постепенно вытеснены аристократическими усадьбами. Был спущен Лебяжий пруд на реке Неглинной, и на месте бывшего при нём двора появился сначала двор князя А. Д. Меншикова, выходивший на Волхонку, а с 1728 года — двор царевны Екатерины Ивановны; в 1742 году он перешёл к князю А. М. Черкасскому. На месте церкви Иоанна Предтечи, разобранной за ветхостью в 1793 году, был построен небольшой каменный дом с колоннами и портиком. В 1774—1775 годах за Колымажным двором, рядом с усадьбой Голицыных, архитектором М. Ф. Казаковым был возведён деревянный дворец императрицы Екатерины II, в котором она прожила почти год; но в 1776 году дворец был разобран, и его деревянной частью был надстроен каменный первый этаж старого дворца на Воробьёвых горах. В 1838 году на месте Пожарного депо и Алексеевского монастыря началось строительство храма Христа Спасителя (ныне Волхонка, № 15—17).

## Здания и сооружения
См. также категорию Здания и сооружения Волхонки

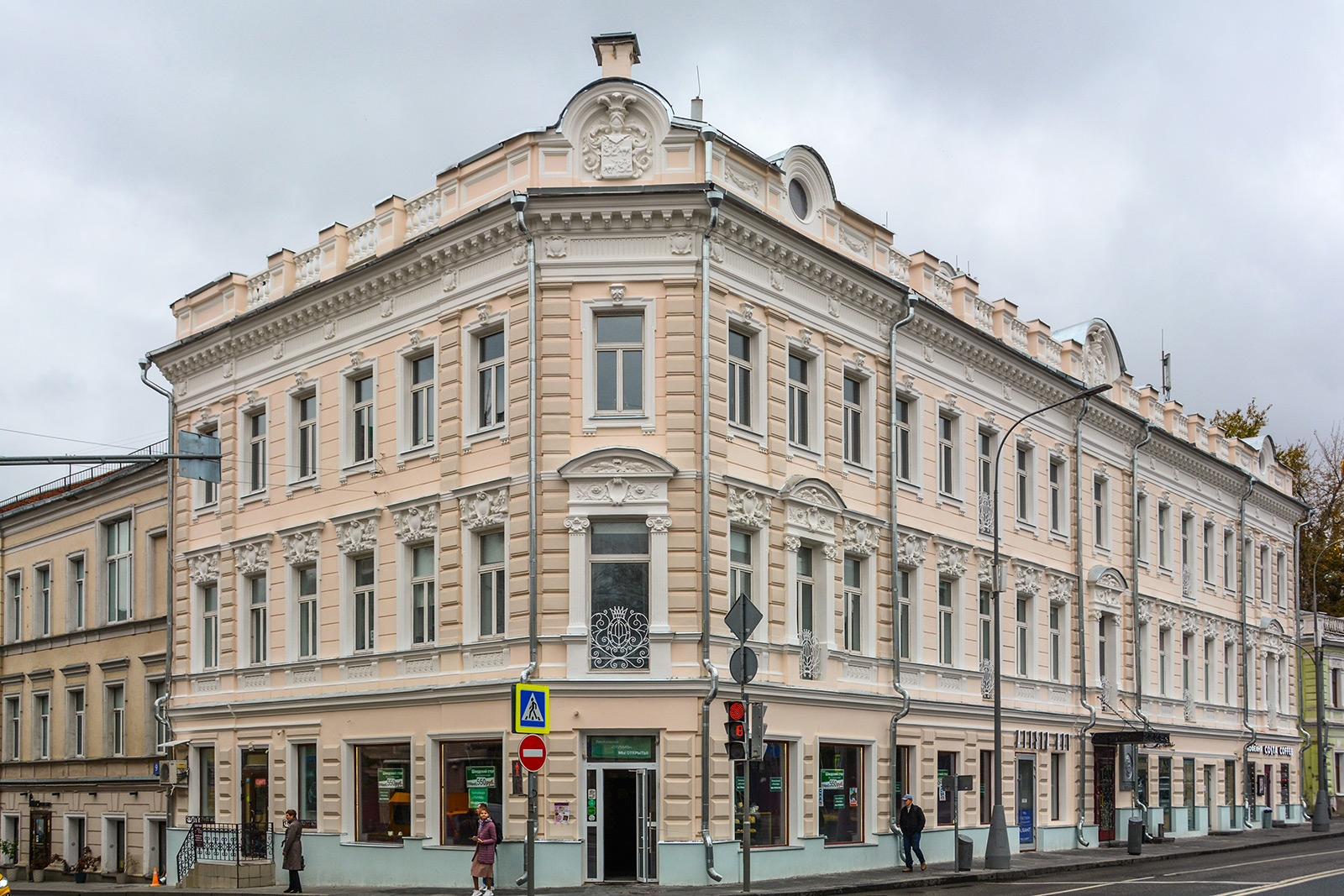
№ 9. Доходный дом.

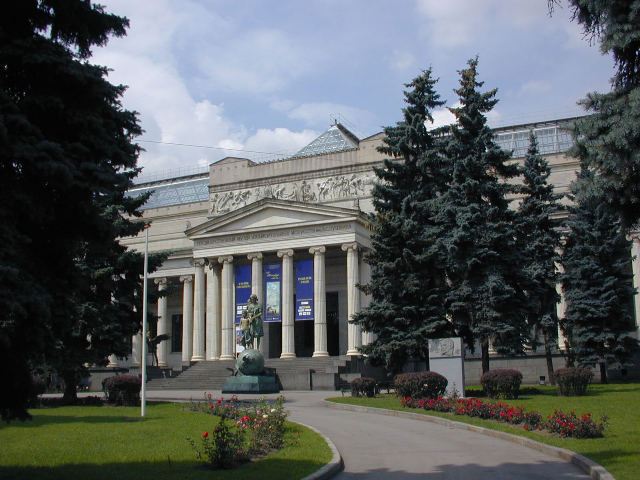
№ 12. Государственный музей изобразительных искусств имени А. С. Пушкина.

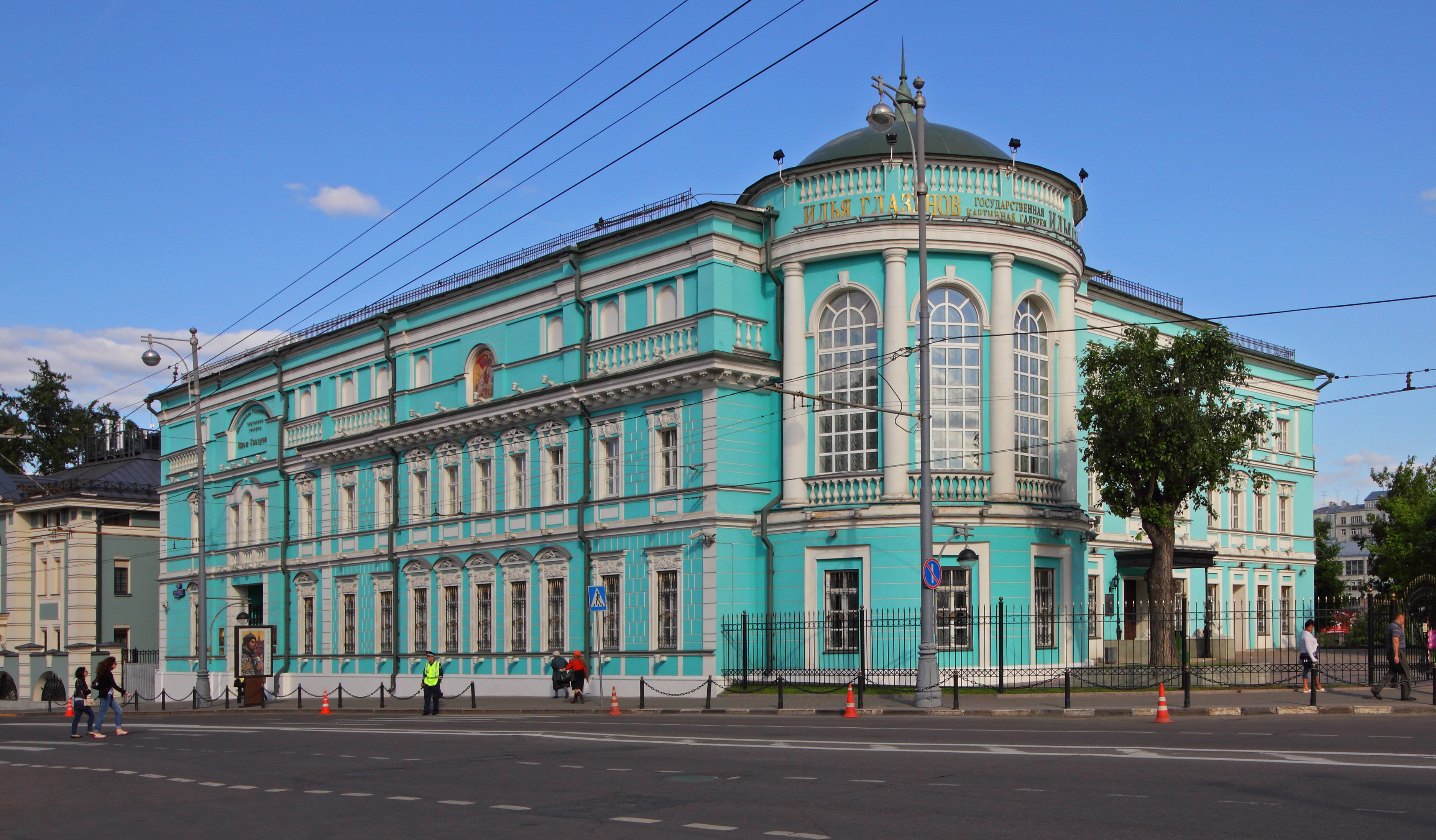
№ 13. Московская государственная картинная галерея Ильи Глазунова.

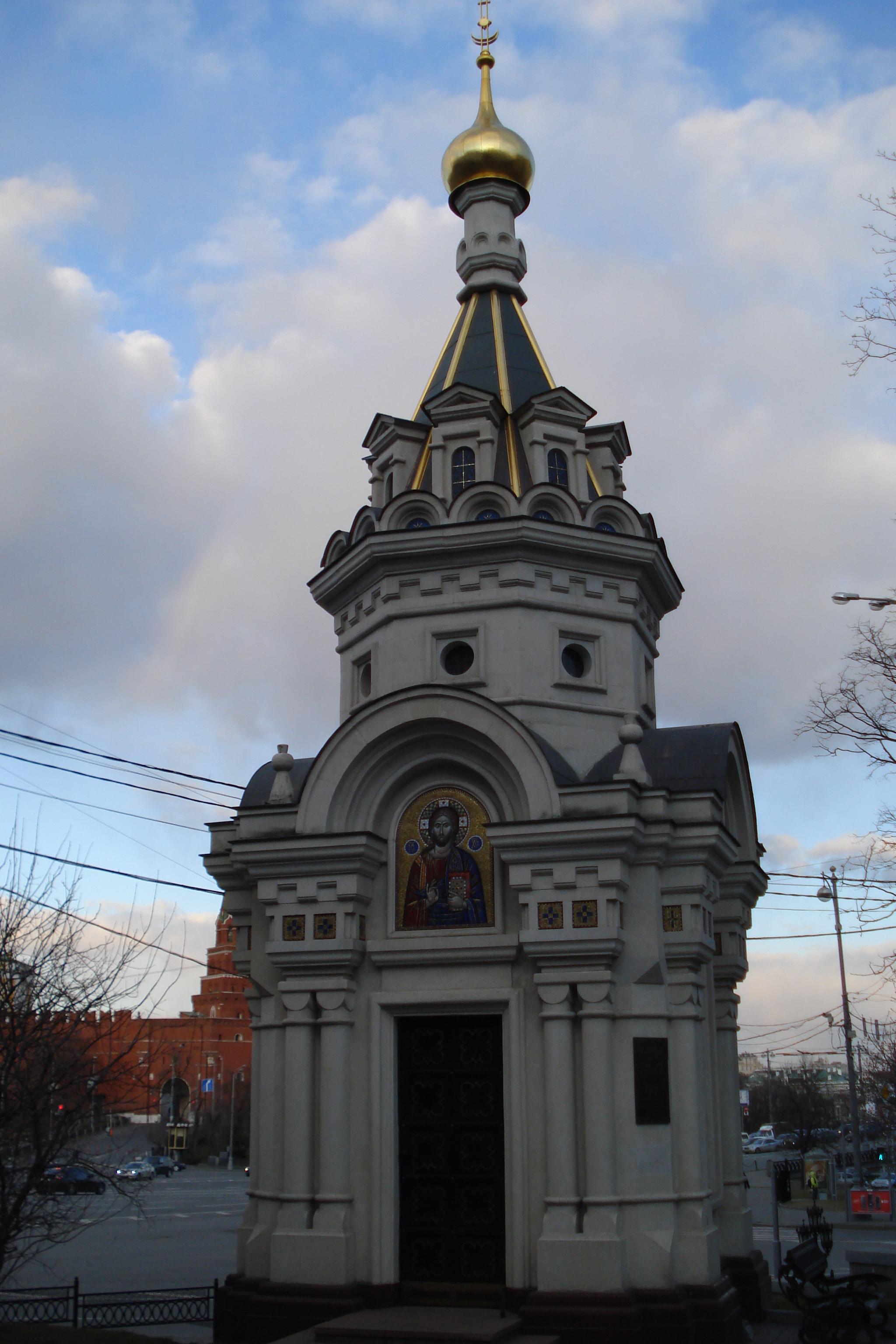
Угол Волхонки и Знаменки. Часовня Николая Чудотворца Можайского (2006) на месте разрушенной в 1932 году церкви Николы Стрелецкого на Знаменке.

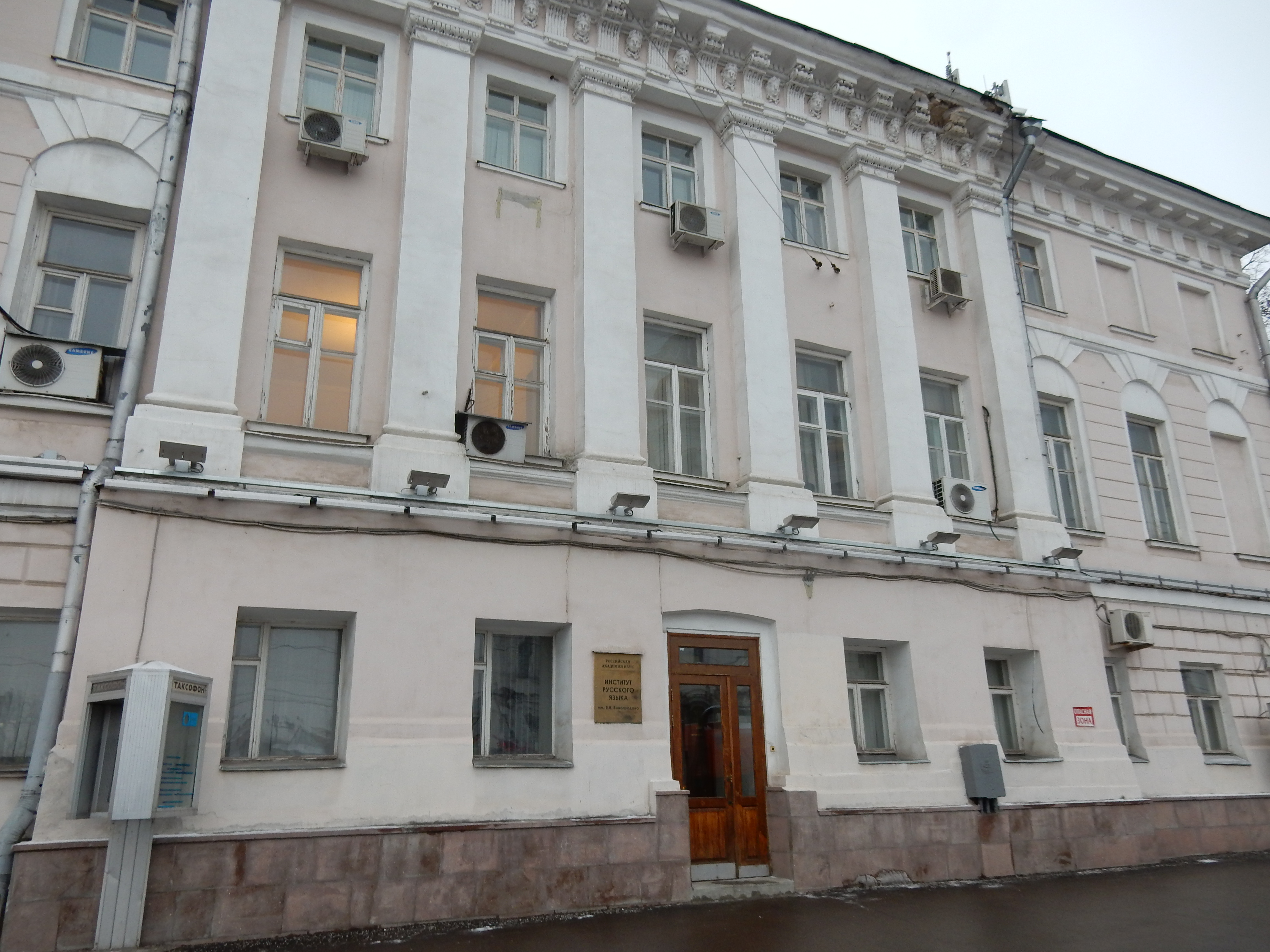
№ 18/2. Институт русского языка.

### По нечётной стороне
- № 5/6 — Российский комитет международного Совета музеев; издательство «Художник и книга».
- № 7 — доходный дом К. Г. Лобачёва (1904, архитектор Н. Г. Лазарев[5][6]).
- № 9 — доходный дом (?, 1878, архитектор М. И. Никифоров). В 1824—1856 годах во флигеле этого дома жил художник В. А. Тропинин, о чём свидетельствует памятная доска, размещенная на фасаде дома. Здесь он написал портрет А. С. Пушкина. В начале XX века в доме жил архитектор И. И. Поздеев[7].

Участок, на котором стоят дома № 9—13, издавна принадлежал семейству Нарышкиных. После смерти последнего из них, генерал-поручика Василия Нарышкина, владения были разделены между его племянницами. Участок с домами № 9—11 отошли в качестве приданого к Алексею Федоровичу Грибоедову, дом № 13 так и остался за Нарышкиными.
- № 11 — доходный дом Зимулина (?; перестроен в 1878 году архитектором М. И. Никифоровым).
- № 13 — особняк, неоднократно перестраивавшийся, изначально был возведён в 1830-х и находился в собственности Нарышкиных. В 1-й половине XIX века его приобрела вдова генерала Д. С. Дохтурова княжна М. П. Оболенская (1771—1852). В 1856 году в доме проживал участник восстания 1825 года С. П. Трубецкой. С 2004 года в здании находится Картинная галерея Ильи Глазунова[8].
- № 15 — Храм Христа Спасителя, музей и фонд Храма Христа Спасителя.

### По чётной стороне
- № 6 — дом М. Головина — доходный дом В. А. Михалкова (середина — 2-я половина XVIII века; 1913, архитектор И. И. Кондаков). Надстроен в 1998 году. 28 февраля 2016 года торцевую стену здания заняло граффити с изображением Минина и Пожарского работы Артура Кашака. Эскиз рисунка был утверждён Российским военно-историческим обществом[9].
- № 6 (во дворе) — доходный дом (1892, архитектор М. Г. Пиотрович).
- № 6, стр. 5  памятник архитектуры (региональный) — Флигель городской усадьбы Фоминцевых — Есиповых, конец XVIII—XIX века[10].
- № 8 — главный дом усадьбы дворян Ринкевичей (1788, перестроен в 1815)[6]. В 1994 году здание передано ГМИИ имени А. С. Пушкина, с 2005 года в нём располагается Музей личных коллекций[11].
- № 8-10/2, стр. 8,  памятник архитектуры (федеральный) — усадьба XVIII—XIX веков[12]; узорочные палаты дворян Полтевых — князей Волконских — питейный дом «Волхонка» (середина — 3-я четверть XVII века). Палаты во дворе главного дома усадьбы Ринкевичей были выявлены в 1950-е годы. Составляют белокаменный подклет и кирпичный основной этаж существующего корпуса; следы декора раскрыты. Существовал проект перекрытия двора между палатами и домом Ринкевичей, против чего резко выступали градозащитники. Здание передано Музею имени А. С. Пушкина, в феврале 2016 года была одобрена его реконструкция под размещение центра реставрации и хранения. В начале 2017 года проведена консервация строения[13].
- № 10 — дом О. А. Шуваловой — антикварный магазин Г. Волкова (1810-е; середина XIX века)[6]. В здании располагается Музей личных коллекций.
- № 12 — главное здание Государственного музея изобразительных искусств имени А. С. Пушкина (1898—1912; архитектор П. И. Клейн). После пожара 1547 года между домами № 10—14 находился царский Конюшенный (он же Колымажный) двор. Во 2-й половине XVIII века на месте Колымажного двора построен Запасной конюшенный двор с общедоступным манежем. В 1830-х годах постройки Колымажного манежа использовались как пересыльная тюрьма. В 1898 году на этом месте по инициативе И. В. Цветаева началось строительство Музея изящных искусств. Бо́льшую часть денег на строительство пожертвовал меценат Ю. С. Нечаев-Мальцов.
- № 14 — усадьба Голицыных (XVIII—XIX века). Главный фасад дома выходил в Малый Знаменский переулок. В 1865 году здесь был открыт Голицынский музей — один из первых музеев общественного пользования, состоявший из картинной галереи, отдела древностей и библиотеки. Музей просуществовал до 1886 года, когда был продан с аукциона. Значительная его часть попала в Государственный Эрмитаж в Санкт-Петербурге. В 1892 году была построена гостиница «Княжий двор» (архитектор В. П. Загорский). В 1895 году архитектор П. М. Самарин возвёл вокруг усадьбы новую ограду. В 1920-е годы здание было приспособлено для Коммунистической академии (архитектор С. К. Родионов). В 1988—1994 годах здание было реконструировано для размещения Музея частных коллекций. В 2005 году Музей имени А. С. Пушкина перевёл Музей личных коллекций в дом О. А. Шуваловой (№ 10), здесь же разместилась Галерея искусства стран Европы и Америки XIX—XX веков. Кроме того, в здании находятся Высший институт управления, Институт философии РАН, Межведомственный научно-учебный центр комплексных проблем национальной политики, Российское философское общество, Российское палестинское общество, Центр развития демократии и прав человека. В рамках гражданской инициативы «Последний адрес» на доме установлен мемориальный знак с именем юриста Петра Петровича Жука[14], арестованного органами НКВД 8 октября и расстрелянного 13 декабря 1937 года[15]. В базе данных правозащитного общества «Мемориал» есть имена пяти жильцов этого дома, расстрелянных в годы террора[16]. Число погибших в лагерях ГУЛАГа не установлено.
- № 14, стр. 5
- между владениями 14 и 16 — Кремлёвская АЗС на Волхонке
- № 16 — усадьба Долгоруких. В 1819—1918 годах здесь находилась 1-я городская гимназия, преобразованная в 1804 году в мужскую губернскую гимназию из основанного ещё в 1786 году в доме князя Волконского у Пречистенских ворот Главного народного училища. Находилась в ведении Московского университета, в 1830-х годах перешла в ведение попечителя московского учебного округа. В 1831 году к зданию было присоединено соседнее, № 18. До 1828 года курс обучения составлял 4 года, с 1828 — 7 лет, с 1871 — 8 лет. Курс охватывал широкий круг дисциплин: православие, гуманитарные, естественные науки. В середине 1860-х годов переполненная гимназия была разделена на две: вновь образованная 5-я гимназия существовала в том же здании до 1870 года. К 1918 году гимназия насчитывала около 3 тысяч выпускников. Многие из них стали выдающимися деятелями науки, культуры и искусства[17].
- № 18/2 — дом конца XVIII века на углу Волхонки и Пречистенского бульвара, пострадал во время пожара 1812 года. В 1831 году приобретён для 1-й городской гимназии.
- № 18, стр. 2 — здание занимает Институт русского языка имени В. В. Виноградова РАН. Также здесь находятся редакции журналов «Русский язык в научном освещении», «Русская речь», «Вопросы языкознания» и другие организации. В течение ряда лет Музей изобразительных искусств имени А. С. Пушкина пытался получить здание в собственное пользование.

## Транспорт
- Станции метро  Библиотека имени Ленина /  Боровицкая — в 200 метрах от начала улицы.
- Станция метро  Кропоткинская.
- Станции метро  Арбатская и  Александровский сад.
- По улице проходит маршрут автобуса № м3. Ранее были № 6 (при следовании в сторону Павелецкого вокзала), № Т1 (при следовании в сторону метро «Нагатинская», по маршруту отменённого троллейбуса № 1). До 2016 года существовали троллейбусные маршруты № 16 (при следовании к ст. м. «Кропоткинская») и № 33 (при следовании в сторону ул. Кравченко).